# 尖沙咀
座標: 北緯22度17分38.33秒 東経114度10分16.39秒 / 北緯22.2939806度 東経114.1712194度

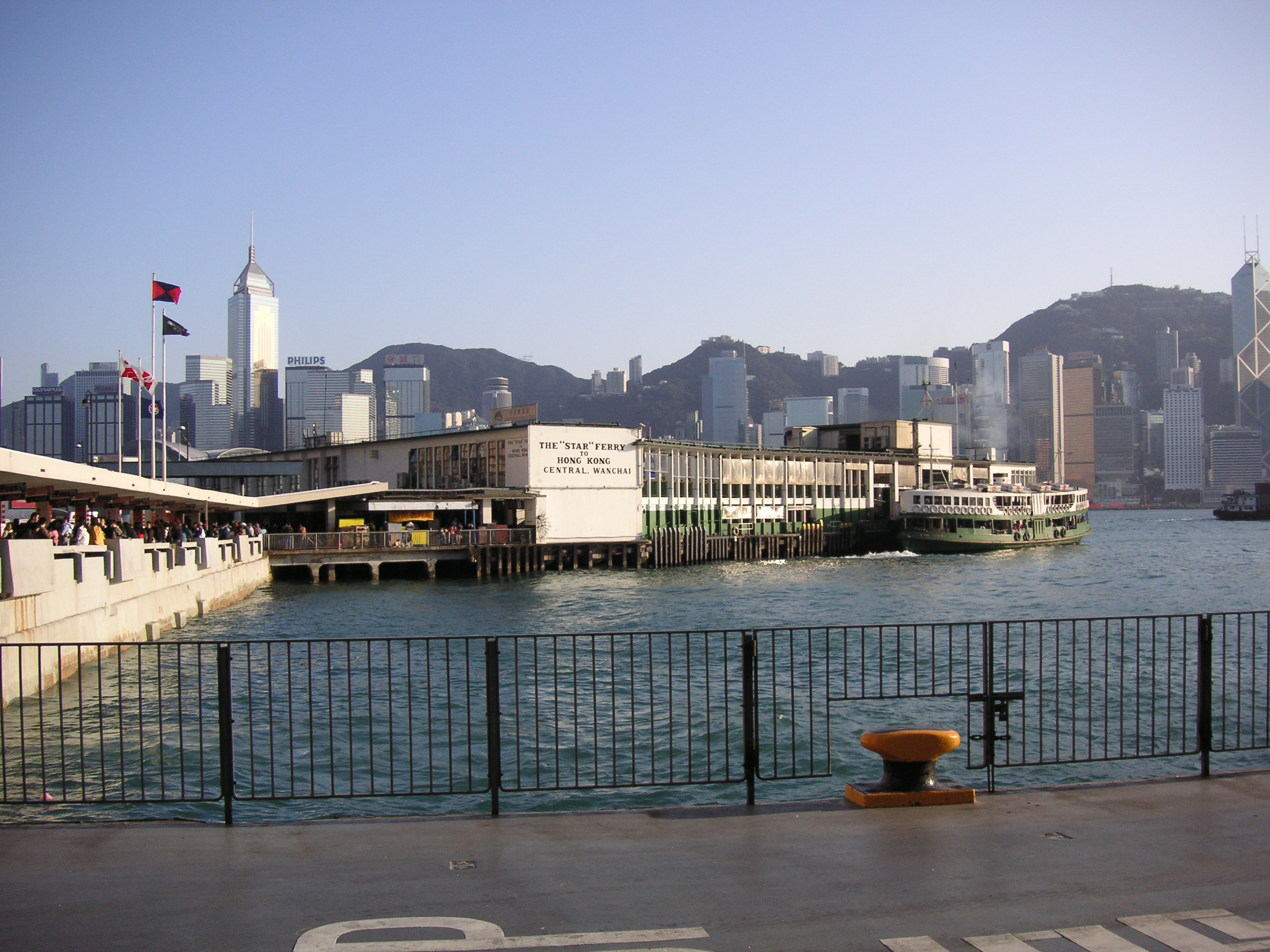
尖沙咀のスターフェリー乗り場、尖沙咀天星埠頭

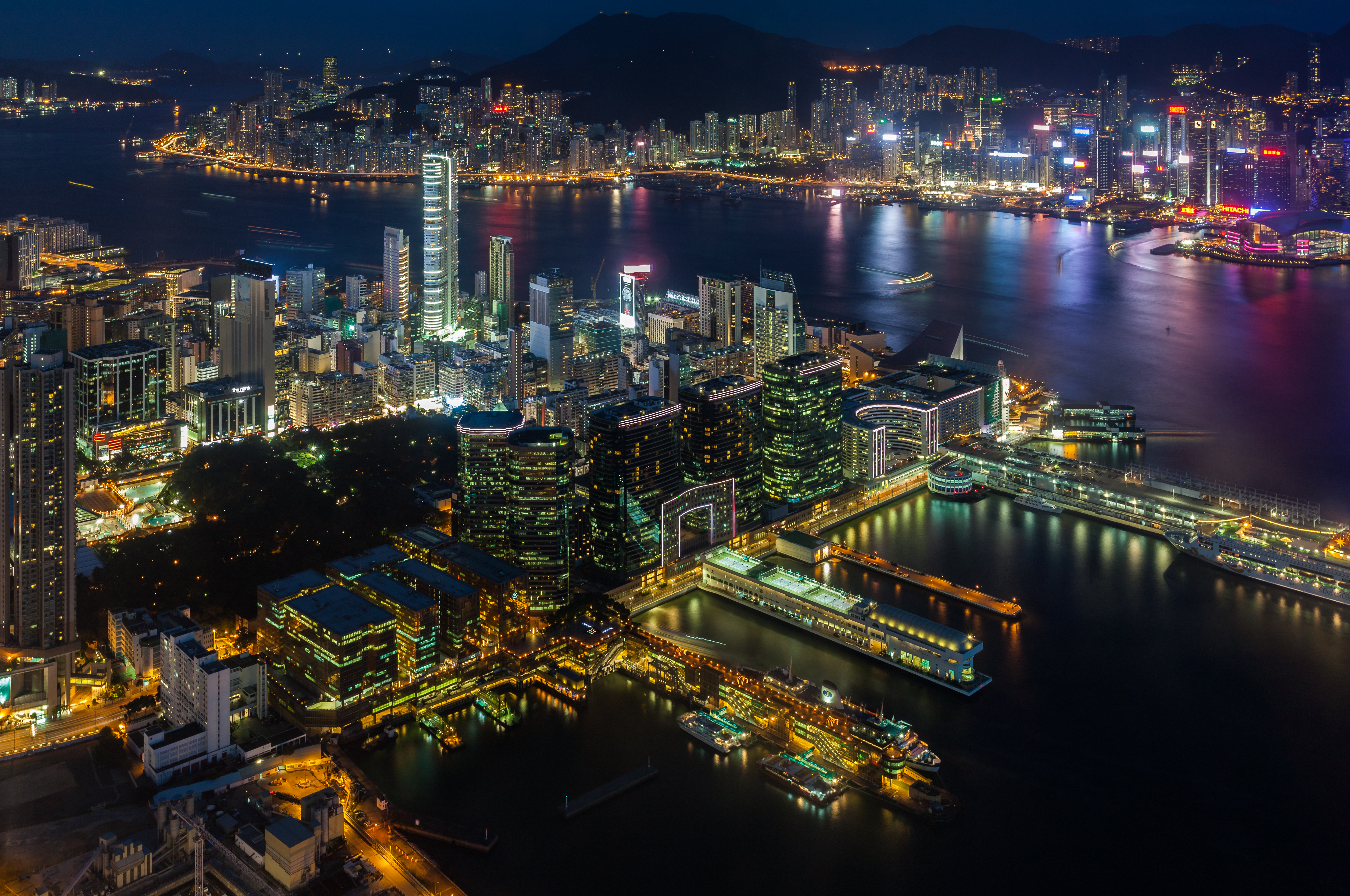
尖沙咀の夜景

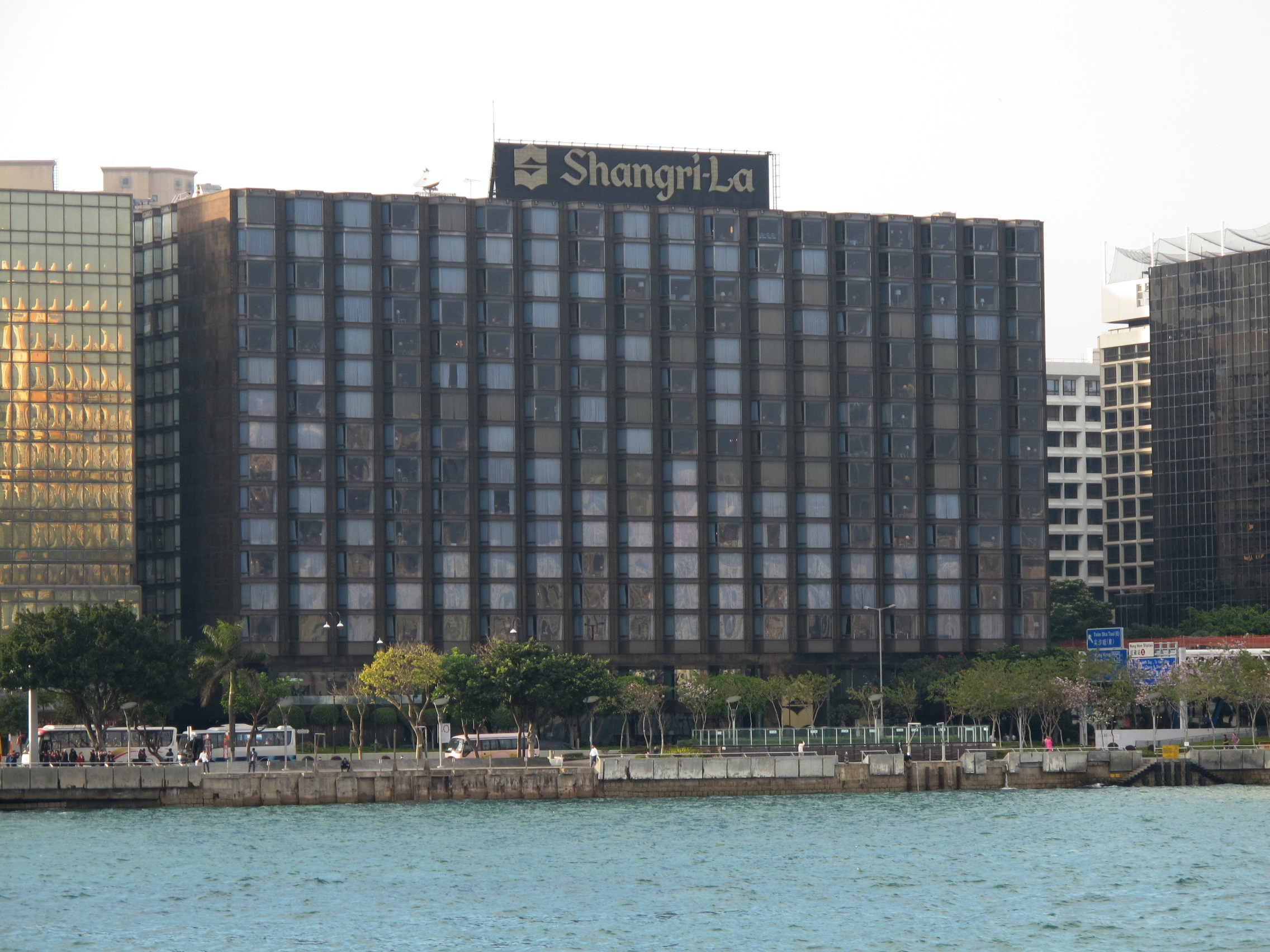
カオルーン・シャングリ・ラ

尖沙咀（せんさしょ、または尖沙嘴、広東語読み: ツィムサーツイ、英: Tsim Sha Tsui、チムサーチョイ）は、香港の油尖旺区にある九龍半島南端の商業地区である。

## 地理
油尖旺区（油麻地・尖沙咀・旺角を合わせた行政区）に属する。佐敦道（ジョーダンロード）と加士居道（ガスコインロード）以南、およびMTR東鉄線以西で囲まれた地区を指す。また佐敦道と柯士甸道（オースチンロード）に囲まれた地域を通称佐敦（ジョーダン）と呼び、また漆咸道南（チャタムロードサウス）とMTR屯馬線で囲まれた地域を尖沙咀東、通称尖東（チムトン）と呼ぶ。

## 概要
九龍地域でもっとも賑わいを見せる商業地域で、様々な人種の人びとが行き交う。競うように看板が道路上にせり出し、所せましと商店が軒を連ねる、ごみごみとしたアジアの混沌を象徴するかのような街の雰囲気に圧倒される旅行者は多い。
ザ・ペニンシュラ香港やカオルーン・シャングリ・ラ、リージェント香港、ニューワールドミレニアム香港ホテルをはじめとする最高級ホテルや商店、商業施設が多く立ち並ぶ。また、香港の気象庁に当たる香港天文台や、香港太空館、香港芸術館、香港科学館、九龍公園といった文化・官公庁施設も多く、多くの日本企業もこの地区にオフィスを構えている。西岸の広東道沿いにも、近代的なオフィスビルやショッピングセンターが並び、安宿が多く集まるビルとして有名な重慶大厦も地区中心部にある。
九龍地区の目抜き通りであるネイザンロードが中心部を南北に貫き、九龍半島と香港島を結ぶスターフェリーの乗り場や、中国大陸方面やマカオ行きのフェリーが発着する中港城埠頭、MTR荃湾線の尖沙咀駅やMTR屯馬線の尖東駅、バスターミナルがあるなど、香港の交通の要衝である。またかつて、現在のスター・フェリー・ピアの近くに九広鉄道の九龍駅が存在したが（1978年に紅磡に移転）、当時の駅舎の一部であった時計台・尖沙咀鐘楼に、現在もその名残を留めている。
ビクトリア・ハーバーに面した地区南部の東部海浜公園と、香港の映画スターの手形が敷き詰められた公園内の遊歩道「アベニュー・オブ・スターズ」は、香港の一大観光スポットとなっており、ここから見られる中環のビル群の夜景は、対岸の香港島のヴィクトリア・ピークからのものと並んで有名である。